# Saldungaray
Saldungaray es una localidad en el sudoeste de la provincia de Buenos Aires, Argentina, ubicada en el partido de Tornquist. Se ubica en el amplio valle entre las sierras de la Ventana y Pillahuincó, a 9 km de Sierra de La Ventana.
Su principal vía de acceso es la Ruta Provincial 72 y, hasta el año 2016, el Ferrocarril General Roca, hoy utilizado como tren de carga. La localidad se destaca por contar con cinco obras del arquitecto Francisco Salamone y poseer uno de los dos cementerios del partido de Tornquist.

## Población
Cuenta con 1351 habitantes (Indec, 2010), lo que representa un incremento del 4,6% frente a los 1292 habitantes (Indec, 2001) del censo anterior.
| Gráfica de evolución demográfica de Saldungaray entre 1980 y 2010 |
|                                                                   |
| Fuente de los Censos Nacionales del INDEC                         |

## Historia

### Posta El Sauce
Durante la campaña al desierto del brigadier Juan Manuel de Rosas, fue establecida el 22 de abril de 1833 la posta El Sauce que funcionó como escala que conectaba el Fuerte Independencia —actual Tandil— con la Fortaleza Protectora Argentina, ubicada en la bahía Blanca.
La posta funcionó hasta la caída de Rosas en 1852, para quedar abandonada por varios años.

### Fortín Pavón

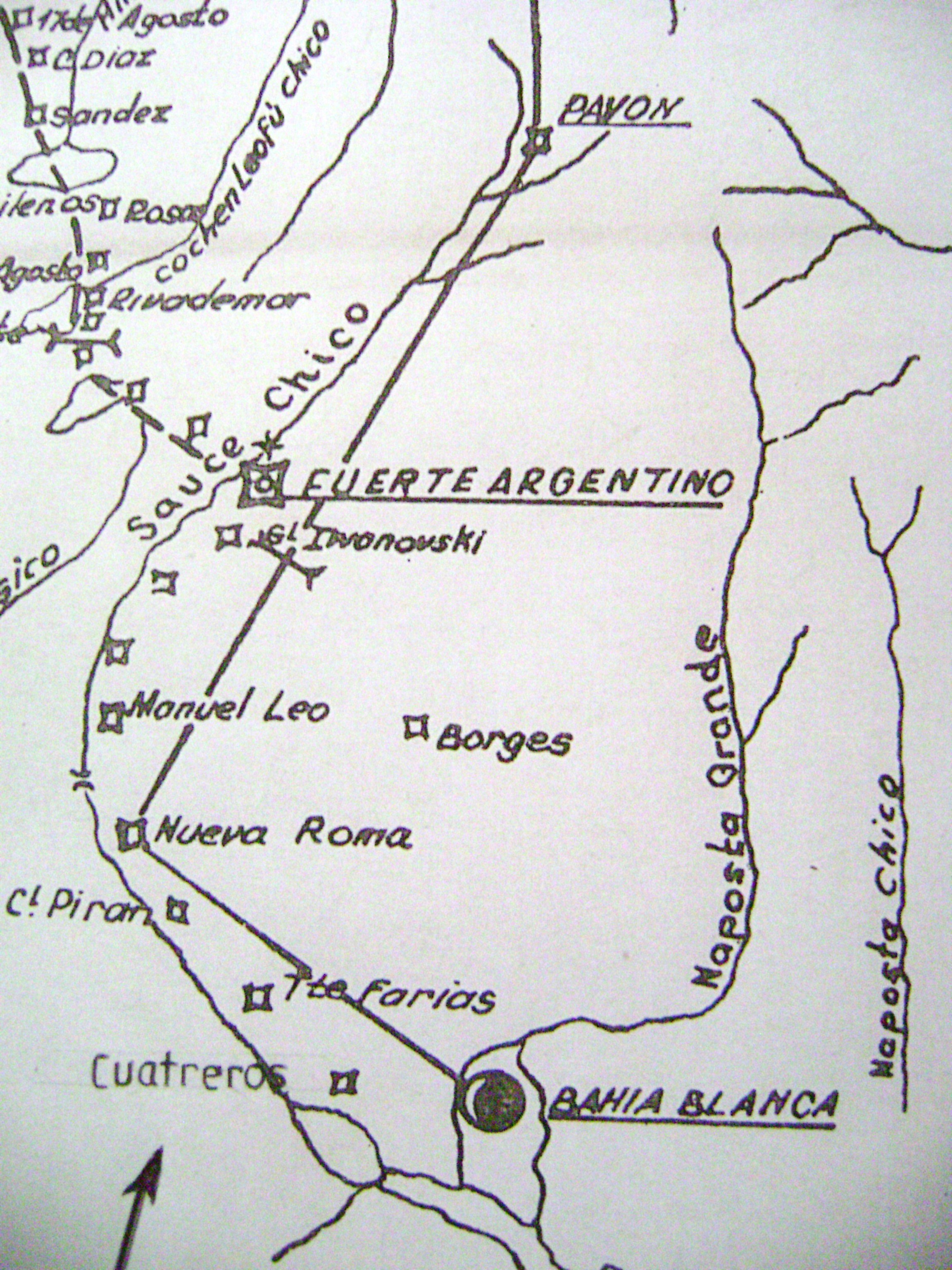
Plano de línea de fuertes, fortines y la Zanja de Alsina, internándose en la Pampa húmeda, en 1877, como defensa ante los malones.La parte superior del mapa está el fortín Pavón, la actual Saldungaray, aunque erróneamente figura en el río Sauce Chico en vez del Grande.

Después de una lucha fratricida de nueve años, en el contexto de las guerras civiles, con pujas de intereses y predominios para dar a la Nación las bases de su seguridad institucional, la batalla de Pavón, entre la Confederación Argentina y la provincia de Buenos Aires, selló la unión definitiva de las provincias argentinas. Reincorporada Buenos Aires al resto del país, ejerció la presidencia el general Bartolomé Mitre. 
Con la unificación nacional y la conformación de la República Argentina como un Estado federal, en donde dominaría Buenos Aires, la línea de frontera interna con los aborígenes  tendió a reorganizarse. 
En noviembre de 1862 el teniente coronel José A. Llano dirigió una nota al general Juan Andrés Gelly y Obes, ministro de Guerra y Marina de la república, donde solicitaba la instalación de un fortín en la zona para proteger “bastantes individuos establecidos con haciendas en el Sauce” y para “garantir este pueblo (Bahía Blanca) y sus inmediaciones de una sorpresa de indios enemigos”.
El río Sauce Grande continuó siendo el elegido como lugar estratégico y de esta forma se erigió a finales del mismo año, en el lugar de la posta antes citada, el fortín Pavón y se mantuvo activo hasta 1879. Las tierras donde estaba asentado el fortín pertenecieron a Walter José Colbold y Guillermo T. Corrales, antes que al fundador de la futura localidad.
La ubicación del fortín figura en el plano realizado según mensura del año 1879 de la dirección de geodesia y en el plano original de la población.
El primer comandante del fortín fue legionario de Olivieri, quien llegó a Bahía Blanca el 5 de febrero de 1856, donde revistó como capitán de caballería. 
El nombre de Pavón se debe indudablemente a dos motivos:
- La batalla de Pavón librada en cercanías del arroyo Pavón en el sur de Santa Fe, casi en el límite con la provincia de Buenos Aires.
- La existencia, en el fortín, de “… una pieza de fierro de á 6 tomada en el Pavón”.

Dentro del perímetro se hallan los edificios para la tropa, la comandancia y el mangrullo. Se emplean como materiales de construcción, adobes crudos o paja embarrada para los horcones y la cumbrera; junco, paja y caña tacuarilla para el techo.
El perímetro, tanto del fortín como del corral, lo materializa una empalizada de palo a pique que sobresale cerca de tres metros del suelo y el acceso al recinto fortificado solo se logra a través del puente levadizo que permite franquear el pozo.
El 16 de marzo de 1863 se produce en el fortín una sublevación, cuyas causas se deducen del sumario realizado y pueden centrarse en:
- Excesivo rigor disciplinario aplicado por el teniente David Peña.
- Atraso en el pago (seis meses).
- Comida escasa (dos galletas y algo de carne por día).

Con la sublevación el Fortín queda construido, pero desactivado… el dos de marzo de 1865 suscriben una nota más de 50 vecinos de Bahía Blanca, solicitando “el inmediato restablecimiento del fortín llamado Pavón”.
Basan su solicitud en las invasiones de indios a Bahía Blanca y todo su partido, que roban “… la flor de las caballadas, las yeguadas y aun trozos de hacienda vacuna”, por lo que los vecinos temen quedarse en cualquier momento sin medios de movilidad.
En 1879, al norte de donde se ubicaba el fortín, a 1 km de donde hoy se encuentra la localidad, comenzó a nuclearse un grupo de pobladores. En los mapas de la época figura como "Población de corrales".
El 21 de agosto de ese año, Pedro Saldungaray, un vasco francés, adquirió una amplia faja de tierra de 2670 ha que incluía los lugares mencionados, donde se asentó con su familia. En 1901 ya existe una casa de ramos generales y un hotel.

### Llegada del Ferrocarril
En julio de 1903 se libra al servicio público el ramal Olavarría-Pringles-Bahía Blanca, habilitándose en lo que es hoy Saldungaray la estación Sierra de la Ventana, que durante su construcción se conoció como Cuatro Picos.
En agosto de 1904 se rematan gran cantidad de solares y poco a poco el "pueblo de Saldungaray" con su estación Sierra de la Ventana toma fisonomía organizada. En 1905 comienza a construirse la Iglesia. En 1906 la escuela comienza a funcionar.
Casi a fin de siglo su hijo Santiago le sugiere la fundación de un pueblo. Para ello el fundador destina un predio con forma de triángulo en el extremo sur de sus tierras. Se inscriben las tierras en la Provincia y se realiza el trazado designando terrenos para la plaza, la iglesia, la escuela y otros edificios públicos.
Todo estaba en marcha. Por su ubicación, trazado y características Saldungaray fue concebida por sus fundadores y descendientes con visión de "gran pueblo". Centro geográfico de una amplia zona rural, no tardó en tomar impulso comercial.
En el año 1901, tras obtener la correspondiente autorización gobernablemente, el ferrocarril del sud comienza la construcción del ramal ferroviario Olavarría – Coronel Pringles – Bahía Blanca a cargo del hotel Dickinson. Sobre el km 73.553 se decide el emplazamiento de una estación ferroviaria en tierras adquiridas al Sr Rogind William del depto., de ingenieros del ferrocarril del sur, a dicha estación se le asigna un nombre provisorio “Cuatro Picos”. El 30 de octubre de 1902 el ingeniero Guillermo White por Ferrocarril del sur, se dirige al ministerio de obras públicas de la provincia de Buenos Aires proponiendo la nomenclatura de las estaciones del ramal Olavarría – Bahía Blanca (vía Coronel Pringles) el 3 de junio de 1903 el departamento de ingenieros informa que en la estación “Sierra de la Ventana”, falta techado, las obras de carpintería, y el revoqué de algunos tanques.
Por decreto el poder ejecutivo el 8 de julio de 1903 se dicta el decreto autorizado a liberar el servicio público el ramal del ferrocarril del sur Olavarría. Pringles – Bahía Blanca. En el km 73.553 de este ramal se establece una estación con el nombre de “Sierra de la Ventana”, que tiempo después cambiaria su nombre por Saldungaray. 
Con la fecha 6 de agosto de 1908 se firma la escritura de venta del ferrocarril del sur, realizada por Don Diedrich Daniel Meyer, ante el escribano Castellano Ugartecher de una fracción compuesta por setenta y dos mil cincuenta y siete metros cuadrados, lindera a la senda del mismo ferrocarril, tierras del vendedor y el arroyo Sauce Grande. 
El precio de venta fue de cuarenta y dos pesos y seis centavos nacionales al contado (inscripción 8070 pares 1908).
En esta fracción comprada al Sr, Meyer  establece el ferrocarril la estación “Sauce Grande” frente a la cual se cruza en ese mismo año la “Villa Tívoli Argentino” y ver si establece el hotel “Sierra de la Ventana” por revolución del ministerio de obras públicas de la provincia de Buenos Aires. 
En 1912 y ante una queja interpuesta por la Dirección de Correos y Telégrafos sobre las confusiones e inconvenientes originados por la dualidad de los nombres "Hotel Sierra de la Ventana" (hoy Ex Club Hotel) y estación Sierra de la Ventana (hoy Saldungaray) en las comunicaciones telepostales, se solicita el cambio de denominación de las estaciones. Por decreto del Ministerio de Obras Públicas "La estación Sauce Grande" del Ferrocarril del Sud se denominará Sierra de la Ventana y la estación Sierra de la Ventana se denominará Saldungaray.
FUENTE= Ministerio de obras y servicios públicos. 
Dirección de Geodesia 
Autoridad Cartográfica, Ley 9762

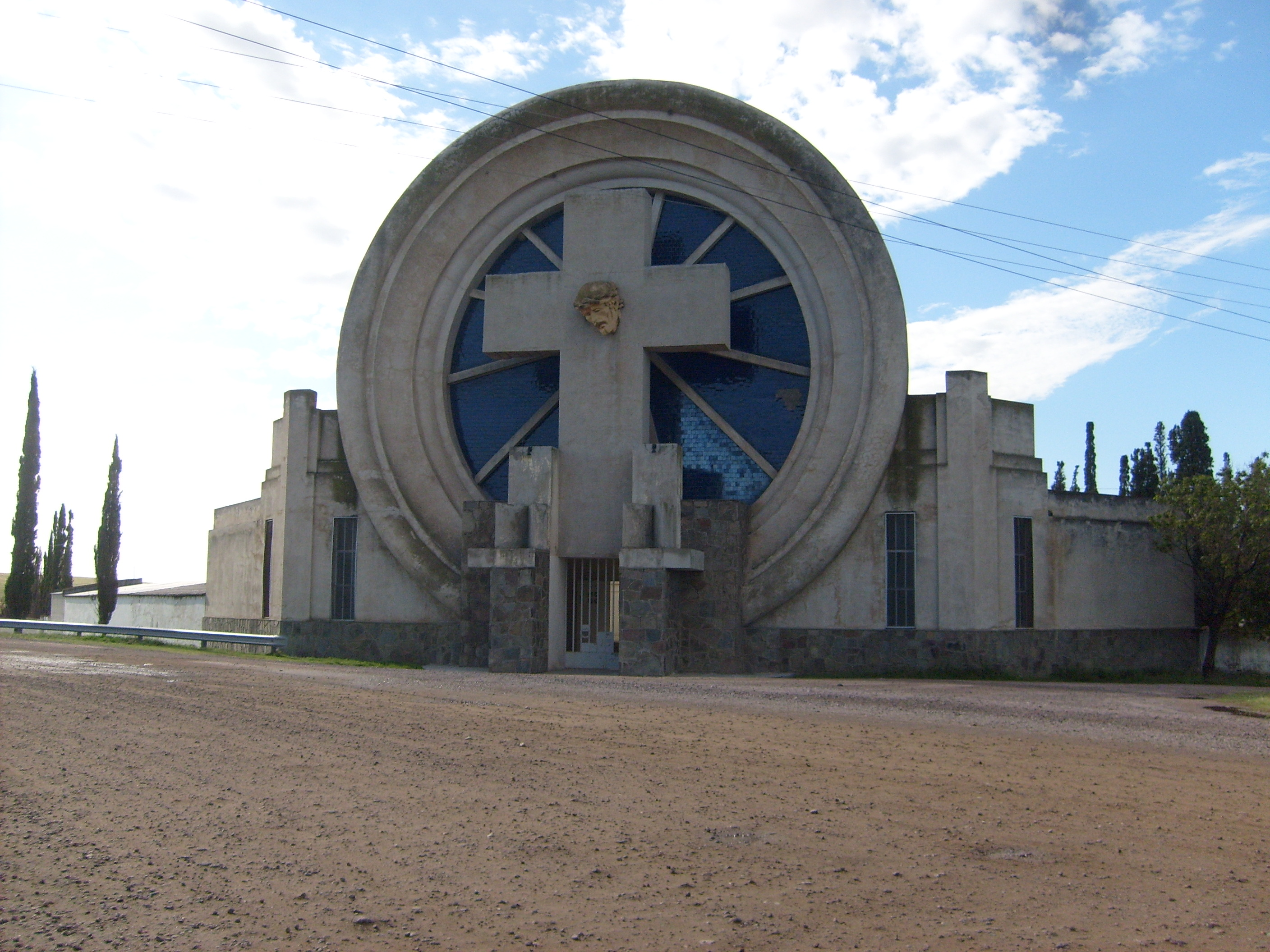
Vista de la entrada del cementerio sobre el acceso del pueblo.

1938 fue el año de las grandes obras para la población: Delegación Municipal, puentes sobre el arroyo Rivera, puente sobre el río Sauce Grande, Mercado Municipal, mástil de la plaza, matadero municipal y el monumento portal del cementerio, fueron los grandes logros del Diputado Santiago P. Saldungaray, nieto del fundador. 
La población fue creciendo en servicios, pero la cantidad de habitantes se mantiene estable. Es el típico pueblo de la Comarca y su puerta sudeste. Sin duda, Saldungaray es un sitio con historia, rico en instituciones... un lugar gestado con esfuerzo que mantiene sus tradiciones y costumbres.
La Asesoría Histórica de la Provincia de Buenos Aires fijó como fecha de fundación el 29 de agosto de 1900. Independientemente de su historia real Saldungaray tiene otra historia, la que no se escribe, simplemente se vive... es la historia de todos los que han luchado por ese lugar con amor, pasión sacrificio, valor y en unión. 
No se sabe si es herencia del indígena dueño absoluto de la tierra... o simplemente la protección especial de Nuestra Señora del Tránsito, traída por el fundador, que imprime características especiales desde el punto de vista humano a los pobladores.
- Breve historia de la Virgen del Tránsito

Llegando a las sierras de la ventana por ruta 72 una torre recortada junto a los cerros marca la presencia de una población.
La torre, clásica y sencilla, pertenece a una iglesia centenaria que alberga en su interior una imagen de la santísima virgen en actitud yacente.

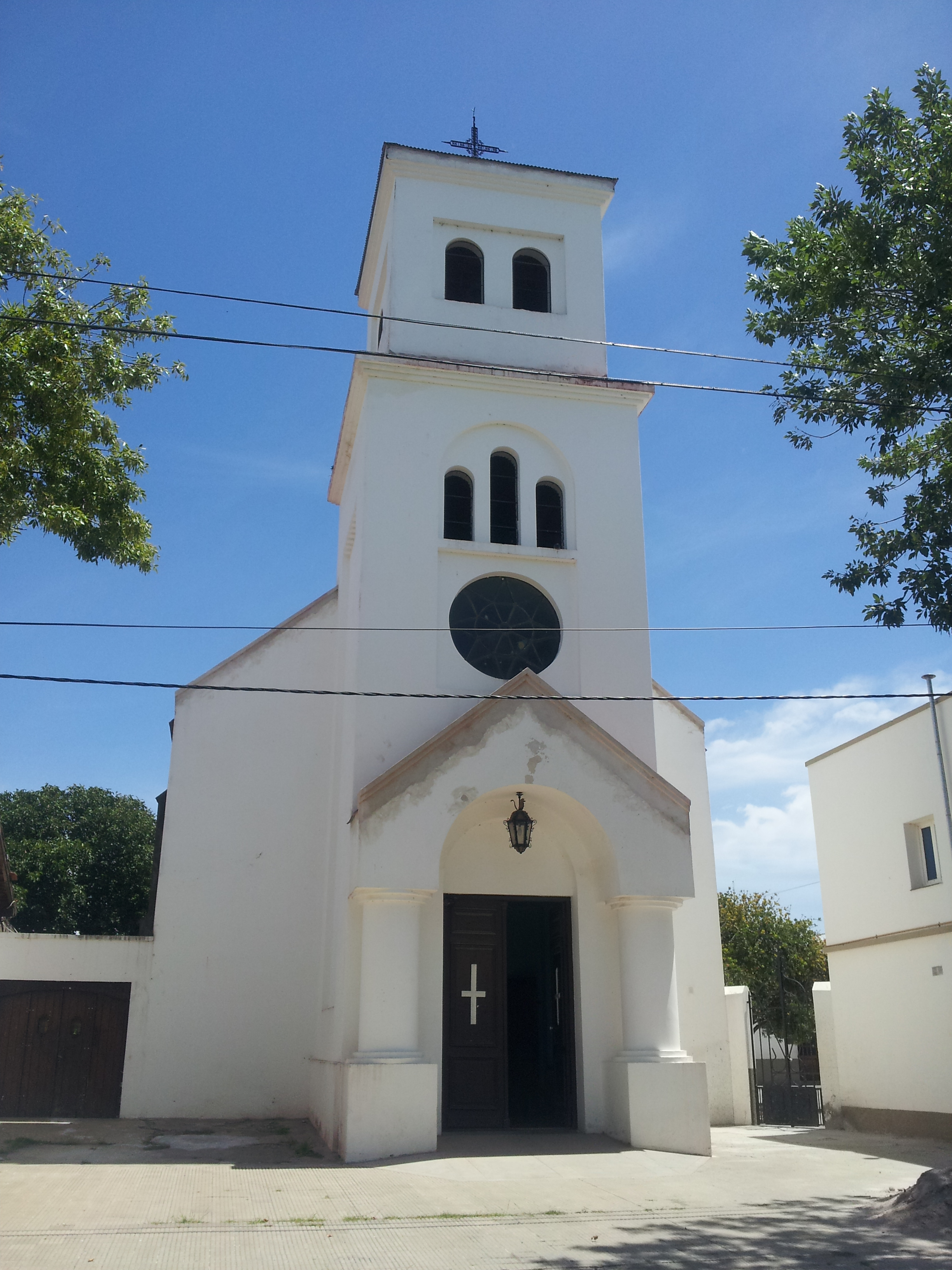
Vista de la fachada de la parroquia Nuestra Señora del Tránsito en Saldungaray

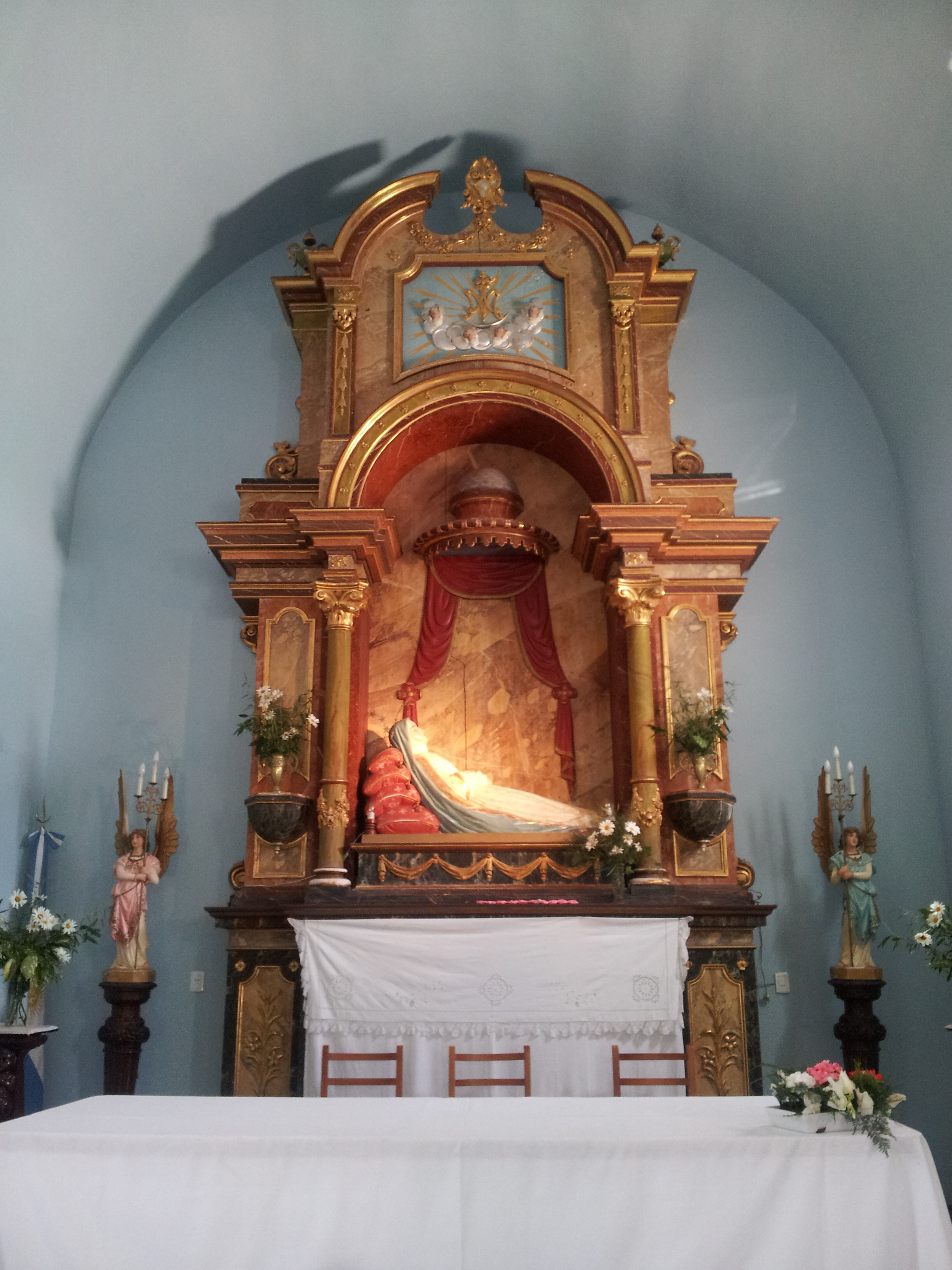
Vista de la Virgen del Tránsito, en el interior de la Parroquia Nuestra Señora del Tránsito en Saldungaray

La historia de Saldungaray comienza a gestarse mucho tiempo antes de su fundación, pues el sitio estratégico y potencialmente rico había sido descubierto y recorrido. En 1862 un hecho concreto le da esperanza de ser. Se instala un fortín para proteger a los hacendados que se iban estableciendo en los márgenes del Sauce Grande; recibe el nombre de Pavón en homenaje a la batalla que sellara la unión definitiva de las provincias argentinas.
Poco a poco el pueblo de Saldungaray, con su estación Sierra de la Ventana, toma fisonomía organizada. El fundador del pueblo, Don Pedro Saldungaray, presenta al gobierno los planos de la traza urbana en la que se determinaba el lugar de la capilla.
En 1905, el terreno de 50x60, lentamente comienza a levantarse. Mientras se construía la capilla la esposa del fundador enfermo de gravedad. Don Pedro, prometió que si su esposa mejoraba irían a Europa a elegir la Virgen y el altar. Fue así que en 1905 desde un pueblo de Francia embarcaron nuevamente con la preciosa carga. Llegaron a un puerto de Buenos Aires y por ferrocarril enviaron cuidadosamente a este paraje el embalaje. Constaba del retablo, desarmado en piezas, la imagen de la Virgen y otras dos tallas. La composición del retablo se basa fundamentalmente en el tema central de la virgen dormida, que resulta casi excluyente. La talla de la virgen constituida en madera de roble, es hueca y ha sido confeccionada en varios bloques. Reposa sobre cuatro almohadas, lo que hace que su torso este elevado. Es una imagen de vida plena que enmarca paz. 
El 22 de abril de 1909, el templo fue bendecido: La capilla fue un simple salón con techo a dos aguas sin cielorrasos. El 22 de abril de 1962, por derecho del monseñor Germiniano Esorto, arzobispo de Bahía Blanca, se creó la parroquia Nuestra Señora del Tránsito, con sede en Saldungaray, la primitiva capilla inaugurada en 1909 se convirtió en templo parroquial. Son sus capillas “Nuestra señora de Lourdes” de Sierra de la Ventana y “Nuestra señora de Fátima” de Villa Ventana
Canale, Nilda. Un siglo al amparo de María. Saldungaray
Historia del Instituto Fortín Pavón
El colegio Fortín Pavón fue fundado por un padre chileno llamado Mario, y fue nombrado por la Parroquia de Saldungaray como Instituto Fortín Pavón (I.F.P).
Ya con un colegio fundado en Chile, Mario acudió al pueblo, maestros y profesionales para presentar el proyecto.
El 15 de agosto de 1958, Monseñor Esorto contribuyó para la construcción del colegio. 
El cuerpo de profesores estaba integrado por maestros de la localidad. La institución estaba adscrita al colegio nacional de Coronel Príngles. Años más tarde, se tomó la modalidad de comercial y los estudiantes obtenían el título de “Perito mercantil” hasta el año 1994 que se cambió por “Bachiller en gestión y administración” y a partir de 1999 el de “Economía y gestión de las organizaciones”.
Línea de tiempo:
Año 1958.
- 8 de junio: Reunión preliminar.
- 15 de junio: Se designa una sub comisión de damas dependiente de la cooperadora escolar.
- 26 de junio: Adscripción del instituto.
- 15 de agosto: colocación de la piedra fundamental.
- 27 de agosto: Erección del instituto.
- 10 de diciembre: Primera reunión de docentes.

Año 1959: 
- 12 de marzo: Visita de inspección.
- 16 de marzo: Iniciación de las clases.

Fuentes: Canale, Nilda. Instituto Fortín Pavón 1958-2008. Saldungaray, 2008.
Francisco Salamone y sus obras.
Construyó setenta obras monumentales en menos de 4 años entre 1936 y 1940.
Italia, a fines del siglo XIX fue el escenario de su nacimiento y un transatlántico puso a Don Salvatore Salamone y su familia en la Argentina promisoria. Salvatore tenía 5 hijos: Josefa, Angel, José, Carlos y Francisco. El último pasó por las aulas del histórico colegio industrial Otto Krause en la ciudad de Bs. As. y hacia 1917 se instaló en Córdoba, sede de una universidad donde recibió en diciembre de 1920 el diploma de ingeniero y arquitecto. 
Antes de sus 25 años cargaba con dos títulos. En Saldungaray hizo la rueda del cementerio y la municipalidad.  Después de su muerte dejó un centenar de edificios gigantes en pueblos mínimos, rumores sobre su simpatía por el franquismo y un legado lleno de misterios.
Francisco Salamone se casó en 1928 con Adolfina  Croft, hija del cónsul inglés en la ciudad de Bahía Blanca. Se instaló en Córdoba, y volvió a Bs. As. en los años 30. Hay quienes hablan de una relación directa con el gobernador Fresco, y hay quienes destacan que las obras fueron contrataciones. No hay registros ni documentaciones de su pensamiento sobre su obra. Ya en 1940 no sería un buen año y soplarían nuevos aires políticos. Eso lo hizo desaparecer profesionalmente y se cayó en su casa porteña de la calle Uruguay.
Tenía dos hijas: Ana María Salamone Croft, su hija mayor, y Stella Maris Salamone Croft; 
Revista Rumbos, La voz del interior. Córdoba, 18/07/10
La posta dejada por Rosas con guardia militar recibe, a los pocos meses de su instalación, en septiembre de 1833, la visita del celebre naturalista inglés Charles Darwin, quien refiriéndose a “Sierra Ventana” expresa: “No tengo noticia de que ningún extranjero, antes de mi visita, haya subido a esta sierra”.
Desde la posta y acompañado por una guía, escala el macizo más próximo que habría de conducirlo a “los cuatro picos que coronan la cima”.
En su diario de viaje describe admirablemente el lugar y la descripción misma se convierte en uno de los documentos escritos más antiguos y valiosos de la zona serrana. Entre sus expresiones se destacan:

“El extraño aspecto de esta montaña contrasta con el extenso mar de tierras que, teniéndose en torno de ella, no solo llega al pie mismo de sus laderas, casi verticales, sino que separa las sierras paralelas”.

“El rocío, que durante la primera parte de la noche humedeció las monturas mientras dormía abrigado con ellas, se heló al venir la mañana”.

“El río Sauce es una profunda, rápida y pequeña corriente, de unos siete metros de ancho”.

“Aunque la llanura parecía continuar siendo perfectamente horizontal, se había elevado insensiblemente a una altura de 250 a 300 metros sobre el nivel del mar”.

“La operación de trepar por rocas tan escarpadas fue fatigosísima; las laderas presentaban tales desigualdades que el terreno ganado en cinco minutos se perdía en los siguientes”.

“A eso de las dos llegué a la cima del segundo pico, vine pues, obligado a prescindir de los picos más altos. Su altura no era más que un poco mayor, y nada nuevo podía hallar en punto a geología”.

“Llegué al sitio en que habíamos de vivaquear al ponerse el sol, y luego de beber mate y fumar varios cigarritos me preparé la cama para pasar la noche. El viento era muy fuerte y frío.”

“Por la mañana, tras una buena corrida viento en popa, llegamos a mediodía a la posta del Sauce.

“Durante la noche nos quedamos en la posta y la conversación, como de ordinario, verso acerca de los indios. Sierra Ventana fue en otro tiempo un lugar de gran refugio, y hace tres o cuatro años hubo allí muchas refriegas. Mi guía se halló presente a una en que murieron muchos indios; las mujeres escaparon a la cumbre de la montaña y pelearon desesperadamente arrojando grandes piedras, con lo que lograron salvarse no pocas”.

Cualquier lugareño conocedor de las sierras, a leer su diario puede imaginar por donde subió y por qué abandonó al llegar al segundo pico.
Indudablemente, desde 1833 hasta  hoy, el cauce del río se ha ensanchado notablemente por la erosión, el paisaje es menos árido por la presencia del hombre, las condiciones meteorológicas son similares en septiembre, hasta por el “viento en popa” que marca en su regreso a la posta la dirección predominante del noroeste; pero los “Cuatro picos” permanecen inmutables con todas las características descriptas.
Darwin sigue su camino de posta en posta y al hablar de los hombres que se encuentran en ellas expresa: ¡Qué vida tan miserable me parecen llevar estos hombres! “de catadura tan detestable como no creo haberla visto en mi vida”, o simplemente… los soldados del puesto no tenían que comer sino lo que pudieran cazar, como avestruces…”
Así era la vida en la frontera por 1833 y muchos años después.
Torelli, María Clotilde. Fortín Pavón, Saldungaray 1983
Fiestas Patronales
Cada 15 de agosto la población de Saldungaray se realiza la Novena y otros actos preparativos para disponer el espíritu y los corazones. Durante muchos años las fiestas se celebraron desde hora temprana con salvas de bombas y terminan con algunas kermeses, entretenimiento o cenas a beneficio de la comisión Protemplo. En los últimos años se han realizado almuerzos o cenas “A la canasta”.  En cada aniversario era tradición para muchos pobladores, estrenar traje, zapatos y hasta maltillas para esta festividad, y eran muy pocos los que no salían a acompañar el tránsito de la virgen por las calles de Saldungaray.
La dinámica de los vientos favoreció y promovió, durante mucho tiempo, la actividad volobelista; de esta manera, la procesión de 1963, la virgen también pudo ser escoltada desde al aire. El honor recayó sobre los planeadores y paracaidistas que habían llegado para participar de reuniones y encuentros deportivos.
El 15 de agosto de 1987 se movió la talla de la virgen yacente que donó el fundador del pueblo del lugar donde había sido colocada en el año 1959 (debajo de la mesada del altar) para devolverla a su sitio original (centro de retablo).
La imagen que ha recorrido el pueblo en todas las otras procesiones es una talla que refleja el instante de la Asunción de Santa María al cielo.

## Parroquias de la Iglesia católica en Saldungaray
| Arquidiócesis | Bahía Blanca                |
| ------------- | --------------------------- |
| Parroquia     | Nuestra Señora del Tránsito |